# Oostenrijk op de Olympische Zomerspelen 2012
Oostenrijk neemt deel aan de Olympische Zomerspelen 2012 in Londen, Verenigd Koninkrijk.

## Deelnemers en resultaten

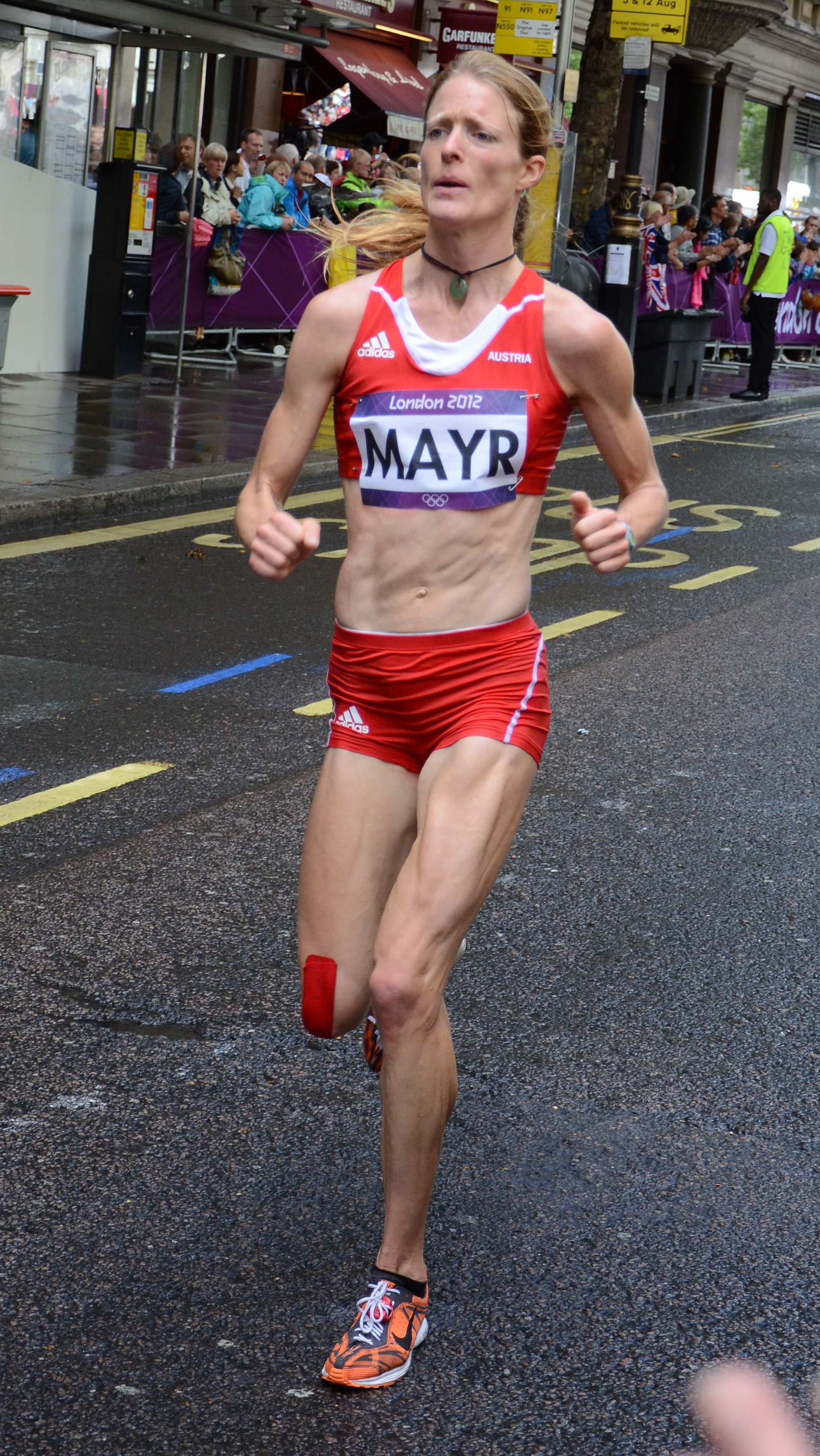
Andrea Mayr in de olympische marathon

(m) = mannen, (v) = vrouwen

### Atletiek
| Olympiër           | Onderdeel        | Resultaat | Prestatie |
| ------------------ | ---------------- | --------- | --- |
| Andreas Vojta      | 1500m (m)        | 36e       | serie 2: 12de in 3.43,52 |
| Günther Weidlinger | marathon (m)     | DNF       | niet gefinisht |
| Gerhard Mayer      | discuswerpen (m) | 24e       | kwalificatie groep B: 14de met 60,81m |
|                    |                  |           | |
| Beate Schrott      | 100m horden (v)  | 7e        | serie 2: 1ste in 13,09 halve finale 1: 2de in 12,83 finale: 7de in 13,07 |
| Andrea Mayr        | marathon (v)     | 54e       | 2:34.51 |
| Elisabeth Eberl    | speerwerpen (m)  | 37e       | kwalificatie groep A: 17de met 49,66m |
| Ivona Dadic        | zevenkamp (m)    | 23e       | 100m horden: 36ste in 14,58 hoogspringen: 15de met 1,80m kogelstoten: 33ste met 12,19m 200m: 13de in 24,29 verspringen: 17de met 6,00m speerwerpen: 26ste met 41,82m 800m: 15de in 2.15,90 totaal: 5935 punten |

### Badminton
| Olympiër            | Onderdeel     | Resultaat | Prestatie                                                              |
| ------------------- | ------------- | --------- | ---------------------------------------------------------------------- |
| Michael Lahnsteiner | enkelspel (m) | 33e       | groep B: 3de V van EST Must: 14-21,18-21 V van INA Santoso: 11-21,7-21 |
|                     |               |           |                                                                        |
| Simone Prutsch      | enkelspel (v) | 33e       | groep C: 3de V van TUR Yiğit: 18-21,10-21 V van TPE Cheng: 11-21,9-21  |

### Gymnastiek
| Olympiër          | Onderdeel                | Resultaat | Prestatie |
| Ritmisch          | Ritmisch                 | Ritmisch  | Ritmisch |
| ----------------- | ------------------------ | --------- | --- |
| Caroline Weber    | individueel (v)          | 17e       | kwalificatie: 18de hoepel: 18de met 25,295 punten bal: 19de met 25,950 punten knotsen: 16de met 26,725 punten lint: 16de met 26,350 punten totaal: 104,950 punten                                                                                |
| Turnen            |                          |           | |
| Fabian Leimlehner | meerkamp individueel (m) | 39e       | kwalificatie: 39ste vloer: 39ste met 12,966 punten sprong: 33ste met 14,966 punten brug: 29ste met 14,200 punten rekstok: 32ste met 13,533 punten ringen: 34ste met 13,633 punten paard met bogen: 39ste met 12,100 punten totaal: 81,398 punten |
|                   |                          |           | |
| Barbara Gasser    | meerkamp individueel (v) | 46e       | kwalificatie: 39ste vloer: 54ste met 12,133 punten sprong: 34ste met 13,700 punten brug: 43ste met 12,800 punten balk: 48ste met 12,000 punten totaal: 50,633 punten                                                                             |

### Judo
| Olympiër          | Onderdeel | Resultaat | Prestatie |
| ----------------- | --------- | --------- | --- |
| Ludwig Paischer   | -60kg (m) | 17e       | 1ste ronde: W van BEN Gnahoui: waza-ari 2de ronde: V van UZB Sobirov: waza-ari                                                                                 |
|                   |           |           | |
| Sabrina Filzmoser | -57kg (v) | 7e        | 1ste ronde: W van CAN Melançon: waza-ari 2de ronde: W van SEN Diédhiou: ippon kwartfinale: V van FRA Pavia: yuko herkansingen: V van ITA Quintavalle: waza-ari |
| Hilde Drexler     | -63kg (v) | 9e        | 1ste ronde: W van FRA Zouak: yuko 2de ronde: V van ISR Schlesinger: koka                                                                                       |

### Kanovaren
| Olympiër                         | Onderdeel    | Resultaat | Prestatie |
| Slalom                           | Slalom       | Slalom    | Slalom |
| -------------------------------- | ------------ | --------- | --- |
| Helmut Oblinger                  | K-1 (m)      | 8e        | voorronde: 10de run 1: 5de in 88,81 run 2: 14de in 92,66 halve finale: 7de in 98,99 finale: 8ste in 104,28   |
|                                  |              |           | |
| Corinna Kuhnle                   | K-1 (v)      | 8e        | voorronde: 7de run 1: 16de in 160,05 run 2: 5de in 101,77 halve finale: 5de in 111,07 finale: 8ste in 119,30 |
| Sprint                           |              |           | |
| Yvonne Schuring Viktoria Schwarz | K-2 500m (v) | 5e        | serie 3: 4de in 1.46,374 halve finale 2: 2de in 1.42,317 finale: 5de in 1.44,785                             |

### Moderne vijfkamp
| Olympiër      | Onderdeel | Resultaat | Prestatie |
| ------------- | --------- | --------- | --- |
| Thomas Daniel | mannen    | 6e        | schermen: 13de met 17 overwinningen zwemmen: 25ste in 2.09,23 paardensport: 5de met 20 strafpunten schietsport/atletiek: 3de in 10.24,02 totaal: 5744 punten |

### Paardensport
| Olympiër             | Onderdeel   | Resultaat | Prestatie                                                                                                |
| Dressuur             | Dressuur    | Dressuur  | Dressuur                                                                                                 |
| -------------------- | ----------- | --------- | --- |
| Victoria Max-Theurer | individueel | 13e       | Grand Prix: 17de met 73,267% Grand Prix Special: 17de met 73,619% Grand Prix Freestyle: 13de met 79,053% |
| Renate Voglsang      | individueel | 35e       | Grand Prix: 34ste met 69,635%                                                                            |
| Eventing             |             |           | |
| Harald Ambros        | individueel | DNF       | dressuur: 71ste met 69,50 strafpunten cross-country: niet gefinisht                                      |

### Schermen
| Olympiër         | Onderdeel  | Resultaat | Prestatie                                       |
| Dressuur         | Dressuur   | Dressuur  | Dressuur                                        |
| ---------------- | ---------- | --------- | ----------------------------------------------- |
| Roland Schlosser | floret (m) | 17e       | 1ste ronde: vrij 2de ronde: V van CHN Lei: 9-15 |

### Schietsport
| Olympiër            | Onderdeel                  | Resultaat | Prestatie                                               |
| ------------------- | -------------------------- | --------- | ------------------------------------------------------- |
| Thomas Farnik       | 10m luchtgeweer (m)        | 28e       | kwalificatie: 28ste met 591 punten (97-99-100-98-98-99) |
| Thomas Farnik       | 50m geweer 3 houdingen (m) | 12e       | kwalificatie: 12de met 1167 punten (394-382-391)        |
| Thomas Farnik       | 10m luchtgeweer (m)        | 28e       | kwalificatie: 27ste met 592 punten (98-100-98-99-98-99) |
| Christian Planer    | 10m luchtgeweer (m)        | 28e       | kwalificatie: 23ste met 592 punten (99-99-99-99-97-99)  |
| Andreas Scherhaufer | trap (m)                   | 17e       | kwalificatie: 17de met 119 punten (25-24-23-23-24)      |
|                     |                            |           |                                                         |
| Stephanie Obermoser | 10m luchtgeweer (v)        | 19e       | kwalificatie: 19de met 395 punten (99-98-99-99)         |
| Stephanie Obermoser | 50m geweer 3 houdingen (v) | 37e       | kwalificatie: 37ste met 573 punten (196-188-189)        |

### Synchroonzwemmen
| Olympiër                 | Onderdeel | Resultaat | Prestatie                                                                         |
| ------------------------ | --------- | --------- | --------------------------------------------------------------------------------- |
| Nadine Brandl Livia Lang | duet      | 19e       | technische routine: 19de met 82,000 punten vrije routine: 19de met 163,850 punten |

### Tafeltennis
| Olympiër                                   | Onderdeel     | Resultaat | Prestatie |
| ------------------------------------------ | ------------- | --------- | --- |
| Weixing Chen                               | enkelspel (m) | 9e        | voorronde: vrij 1ste ronde: vrij 2de ronde: W van UKR Didukh: 4-0 (11-7, 11-5, 11-6, 11-7) 3de ronde: W van FRA Mattenet: 4-0 (11-3, 16-14, 11-6, 11-9) 4de ronde: V van GER Ovtcharov: 0-4 (8-11, 14-16, 8-11, 5-11) |
| Werner Schlager                            | enkelspel (m) | 17e       | voorronde: vrij 1ste ronde: vrij 2de ronde: W van ITA Bobocica: 4-2 (10-12, 11-9, 5-11, 11-8, 14-12, 12-10) 3de ronde: V van CHN Wang: 1-4 (3-11, 11-8, 9-11, 8-11, 9-11)                                             |
| Weixing Chen Robert Gardos Werner Schlager | team (m)      | 5e        | voorronde: vrij 1ste ronde: W van Egypte: 3-0 kwartfinale: V van Duitsland: 0-3 |
|                                            |               |           | |
| Li Qiangbing                               | enkelspel (v) | 9e        | voorronde: vrij 1ste ronde: vrij 2de ronde: W van CAN Mo: 4-1 (11-9, 9-11, 11-2, 11-9, 11-9) 3de ronde: V van JPN Ishikawa: 2-4 (13-11, 12-10, 7-11, 10-12, 8-11, 5-11)                                               |
| Liu Jia                                    | enkelspel (v) | 17e       | voorronde: vrij 1ste ronde: vrij 2de ronde: W van BLR Privalova: 4-2 (5-11, 11-4, 11-8, 12-10, 10-12, 11-4) 3de ronde: V van KOR Kim: 1-4 (8-11, 11-6, 4-11, 5-11, 9-11)                                              |
| Li Qiangbing Liu Jia Amelie Solja          | team (v)      | 9e        | voorronde: vrij 1ste ronde: V van Hongkong: 1-3 |

### Tennis
| Olympiër                     | Onderdeel      | Resultaat | Prestatie                                                                                                  |
| ---------------------------- | -------------- | --------- | --- |
| Jürgen Melzer                | enkelspel (m)  | 33e       | 1ste ronde: V van CRO Čilić: 6-7(5), 2-6                                                                   |
| Jürgen Melzer Alexander Peya | dubbelspel (m) | 9e        | 1ste ronde: W van GBR A Murray/J Murray 5-7, 7-6(6), 7-5 2de ronde: V van ESP Ferrer/López: 3-6, 6-3, 9-11 |
|                              |                |           | |
| Tamira Paszek                | enkelspel (v)  | 33e       | 1ste ronde: V van FRA Cornet: 6-7(4), 4-6                                                                  |

### Triatlon
| Olympiër         | Onderdeel | Resultaat | Prestatie |
| ---------------- | --------- | --------- | --------- |
| Andreas Giglmayr | mannen    | 40e       | 1:51.14   |
|                  |           |           |           |
| Lisa Perterer    | mannen    | 48e       | 2:09.12   |

### Volleybal
| Olympiër                           | Onderdeel | Resultaat | Prestatie |
| Beach                              | Beach     | Beach     | Beach |
| ---------------------------------- | --------- | --------- | --- |
| Clemens Doppler Alexander Horst    | mannen    | 19e       | groep A: 4de V van SUI Heuscher/Bellaguarda: 0-2 (22-24, 12-21) W van ITA Lupo/Nicolai: 2-0 (21-18, 21-17) V van BRA Rego/Cerutti: 1-2 (21-19, 17-21, 14-16) |
|                                    |           |           | |
| Doris Schwaiger Stefanie Schwaiger | vrouwen   | 5e        | groep C: 3de V van USA May-Treanor/Walsh Jennings: 1-2 (21-17, 8-21, 10-15) W van AUS Cook/Hinchley: 2-1 (18-21, 22-20, 15-10) V van CZE Kolocová/Sluková: 1-2 (21-10, 13-21, 13-15) lucky loser: W van GBR Dampney/Mullin: 2-0 (21-15, 21-12) 2de ronde: W van RUS Vasina/Vozakova: 2-1 (21-17, 16-21, 15-9) kwartfinale: V van CHN Xue/Zhang: 0-2 (18-21, 11-21) |

### Wielersport
| Olympiër           | Onderdeel        | Resultaat    | Prestatie    |
| Mountainbike       | Mountainbike     | Mountainbike | Mountainbike |
| ------------------ | ---------------- | ------------ | ------------ |
| Alexander Gehbauer | mannen           | 9e           | 1:31.19      |
| Karl Markt         | mannen           | 20e          | 1:33.18      |
|                    |                  |              |              |
| Elisabeth Osl      | vrouwen          | 15e          | 1:36.47      |
| Weg                |                  |              |              |
| Bernhard Eisel     | wegwedstrijd (m) | 36e          | 5:46.37      |
| Daniel Schorn      | wegwedstrijd (m) | 81e          | 5:46.37      |

### Worstelen
| Olympiër         | Onderdeel      | Resultaat      | Prestatie                                                              |
| Grieks-Romeins   | Grieks-Romeins | Grieks-Romeins | Grieks-Romeins                                                         |
| ---------------- | -------------- | -------------- | ---------------------------------------------------------------------- |
| Amer Hrustanović | -84kg (m)      | 10e            | kwalificatie: W van KOR Lee: 3-0 1ste ronde: V van POL Janikowski: 0-3 |

### Zeilen
| Olympiër                             | Onderdeel | Resultaat | Prestatie                                           |
| ------------------------------------ | --------- | --------- | --------------------------------------------------- |
| Andreas Geritzer                     | laser (m) | 20e       | 158 punten: (6-20-22-16-6-28-23-22-32-16)           |
| Florian Raudaschl                    | finn (m)  | 23e       | 179 punten: (6-19-23-24-25-15-21-24-24-23)          |
| Florian Reichstädter Matthias Schmid | 470 (m)   | 9e        | 107 punten: (1-4-7-19-4-16-24-10-14-14-18)          |
|                                      |           |           |                                                     |
| Eva-Maria Schimak Lara Vadlau        | 470 (v)   | 20e       | 143 punten: (20-15-15-16-18-13-20-18-10-19)         |
|                                      |           |           |                                                     |
| Nico Delle-Karth Nikolaus Resch      | 49er      | 4e        | 118 punten: (10-15-6-5-5-16-4-19-4-9-6-17-11-4-4-2) |

### Zwemmen
| Olympiër                                                      | Onderdeel             | Resultaat | Prestatie                                                                           |
| ------------------------------------------------------------- | --------------------- | --------- | ----------------------------------------------------------------------------------- |
| David Brandl                                                  | 200m vrije slag (m)   | 27e       | serie 3: 5de in 1.49,00                                                             |
| Sebastian Stoss                                               | 200m rugslag (m)      | 34e       | serie 1: 2de in 2.02,91                                                             |
| Hunor Mate                                                    | 200m schoolslag (m)   | 29e       | serie 2: 5de in 2.15,98                                                             |
| Dinko Jukic                                                   | 100m vlinderslag (m)  | 9e        | serie 3: 2de in 52,22 halve finale 2: 6de in 51,99 (NR)                             |
| Dinko Jukic                                                   | 200m vlinderslag (m)  | 4e        | serie 5: 1ste in 1.54,79 halve finale 2: 2de in 1.54,95 finale: 4de in 1.54,35 (NR) |
| Markus Rogan                                                  | 200m wisselslag (m)   | DSQ       | serie 4: 3de in 1.58,66 halve finale 1: gediskwalificeerd                           |
| David Brandl Florian Janistyn Markus Rogan Christian Scherübl | 4x200m vrije slag (m) | 16e       | serie 2: 8ste in 7.17,94                                                            |
|                                                               |                       |           |                                                                                     |
| Jördis Steinegger                                             | 200m vrije slag (v)   | 29e       | serie 2: 6de in 2.02,39                                                             |
| Nina Dittrich                                                 | 800m vrije slag (v)   | 28e       | serie 2: 5de in 8.45,41                                                             |
| Birgit Koschischek                                            | 100m vlinderslag (v)  | 37e       | serie 3: 8ste in 1.00,54                                                            |
| Lisa Zaiser                                                   | 200m wisselslag (v)   | 19e       | serie 2: 2de in 2.14,56                                                             |
| Jördis Steinegger                                             | 400m wisselslag (v)   | 23e       | serie 4: 8ste in 4.45,80                                                            |